# Wiemeldorfer Moorgraben
Der Wiemeldorfer Moorgraben (auch Winzeldorfer Moorgraben) ist ein Graben an der Grenze von Hamburg-Schnelsen zu Ellerbek und Rellingen. Er ist über ein Rückhaltebecken mit dem Schnelsener Moorgraben verbunden.
Er beginnt an der Süntelstraße und verläuft bis zur Flagentwiet. An diesem verläuft er bis zur Pinneberger Straße. Er ist zusammen mit dem Moorflagengraben mit dem RHB Moorflagenkamp verbunden.